# ییرژی مارک
ییرژی مارک (چکی: Jiří Marek; ۳۰ مهٔ ۱۹۱۴ – ۱۰ دسامبر ۱۹۹۴) نویسنده، معلم، روزنامه‌نگار و فیلمنامه‌نویس اهل کشور جمهوری چک بود. او در سال ۱۹۶۵ در چهارمین دوره جشنواره بین‌المللی فیلم مسکو عضو هیئت داوران بود.